# La fragua de Vulcano
La fragua de Vulcano es una obra de Diego Velázquez pintada en Roma en 1630, según informa Antonio Palomino, durante su primer viaje a Italia y junto a La túnica de José, opinión compartida por la crítica. Ambos cuadros fueron pintados sin mediación de encargo, por iniciativa del propio pintor quien los conservó en su poder hasta 1634, vendiéndolos a la corona en esta fecha, junto con otras obras de mano ajena, para la decoración del nuevo Palacio del Buen Retiro. Se encuentra desde 1819 en el Museo del Prado.

## Tema
Palomino ofreció una descripción precisa de su asunto: «otro cuadro (...) pintó en este mismo tiempo, de aquella fábula de Vulcano, cuando Apolo le notició su desgracia en el adulterio de Venus con Marte; donde está Vulcano (asistido de aquellos jayanes cíclopes en su fragua) tan descolorido, y turbado, que parece que no respira». El motivo está tomado de Las metamorfosis de Ovidio, 4, 171-176, y refleja el momento en que Apolo, «el dios Sol que todo lo ve», revela a Vulcano el adulterio de Venus con Marte, del que él ha sido el primero en tener noticia. El herrero Vulcano, esposo ofendido, al recibir la noticia, perdió a la vez «el dominio de sí y el trabajo que estaba realizando su mano de artífice». 
El tema tenía poca tradición iconográfica. Algo más corriente era representar el momento inmediatamente posterior, donde Ovidio presenta a Vulcano sorprendiendo a los adúlteros y apresándolos en una red, haciéndolos objeto de la mofa de los dioses. Jonathan Brown propuso como fuente para La fragua un grabado de Antonio Tempesta en viñeta separada para una edición ilustrada de Las Metamorfosis salida de las prensas de Amberes en 1606, que Velázquez habría utilizado introduciendo numerosas modificaciones.
De las intenciones de Velázquez con esta pintura se han ofrecido diversas interpretaciones. Para Tolnay el asunto representado no estaría relacionado con el adulterio desvelado, sino con una suerte de «visita» e inspiración de las artes mayores, representadas en Apolo-Helios, a las artes menores, representadas en el herrero, lectura condicionada por su propia forma de interpretar Las hilanderas y Las Meninas como una vindicación del arte frente al oficio mecánico. Para otras interpretaciones iconográficas el asunto debe entenderse en relación con La túnica de José, cuadro con el que La fragua habría formado pareja. En ambas pinturas se relatan historias de traición y engaño, en las que se ejemplificaría la fuerza de la palabra sobre las acciones humanas, según Julián Gállego y, por tanto, de la Idea platónica sobre la acción material, mientras que Diego Angulo recuerda que José es prefigura de Cristo como Apolo-Helios puede ser identificado con Cristo-Sol de justicia. 
Sin embargo, estas interpretaciones perderían sentido, como ha señalado Jonathan Brown, si las dos pinturas fueran independientes en su ejecución, al constatarse una diferencia en las dimensiones originales de las telas, lo que implicaría que los espectadores debían de verlos como cuadros distintos. La tela de La fragua presenta, en efecto, dos bandas añadidas a los lados, de unos 22 cm. a la izquierda y de 10 cm. a la derecha, que López-Rey pensó podrían haberse cosido en el momento de pasar el cuadro del Palacio del Buen Retiro al Palacio Real Nuevo. El estudio técnico realizado en el Museo del Prado indica, sin embargo, que es posible que las dimensiones originales hubiesen sido muy similares a las actuales, por lo que no cabría descartar el emparejamiento temático, aunque su temprana separación, al ser llevada a El Escorial La túnica, y la posible aquiescencia de Velázquez a esta separación, abonan la independencia entre ellas. Según dichos estudios, la identidad de los pigmentos empleados en la tela central y en los añadidos indican que las bandas laterales, aunque en tela de distinto material, se añadieron a la vez que se componía el cuadro, excepto quizá la más delgada de unos 12 o 14 cm. en el lado izquierdo.

## Análisis
Velázquez se sirvió ampliamente de sus estudios sobre estatuaria clásica, de los que informa Palomino, en una especie de ejercicio escolar, modificando los puntos de vista y disponiendo las figuras como en un friso a la vez que, con la objetividad aprendida en Sevilla, disponía los objetos de naturaleza muerta presentes en el lienzo, especialmente los situados sobre la chimenea, atendiendo a la calidad de sus superficies como si de un bodegón se tratase.
En la penumbra del taller, iluminado por la chimenea y con predominio de los colores terrosos, irrumpe el dios solar irradiando luz de la cabeza y del manto amarillo que, con el fragmento de cielo azul, animan la composición. Las sombras modelan los cuerpos, pero con una luz difusa que matiza las zonas no iluminadas, superado el tenebrismo por el ejemplo quizá de Guido Reni. Los mundos celeste y subterráneo, representados por Apolo y Vulcano, se manifiestan de forma diferente también en el estudio de sus cuerpos desnudos. El rubio Apolo, coronado de laurel como dios de la poesía, exhibe un desnudo adolescente, de formas delicadas y carnes blancas, en apariencia frágil pero duro como un mármol antiguo. Ninguna idealización, en cambio, en los cuerpos de Vulcano y los cíclopes, trabajadores curtidos por el esfuerzo lo que se refleja en las carnes apretadas y los músculos tensos, aunque detenidos, observando atónitos al dios solar. Aun tratándose de desnudos académicos, con recuerdos de estatuaria clásica, han sido reinterpretados por el estudio del natural, con modelos vivos, que han puesto también los rostros de seres corrientes. El estudio técnico realizado en el Museo ha puesto de manifiesto la forma de matizar las carnaciones en los torsos desnudos de las figuras. Sobre una primera base de coloración, Velázquez manchaba desigualmente en zonas «con los mismos pigmentos muy diluidos, como ensuciando la superficie». Conseguía así crear el efecto de volumen y morbidez de la carne por el juego de luces y sombras.
Velázquez hubo de sentirse atraído también por las posibilidades dramáticas del tema, que le permitían hacer una demostración gestual por las reacciones diversas que en el receptor del mensaje y en sus acompañantes produce la noticia. 
Respondiendo a las interpretaciones que creen ver en el tratamiento velazqueño de la mitología una intención burlesca, por la utilización de tipos populares y aun vulgares, situados en contextos comunes -la fragua- Diego Angulo recogió algunas de las interpretaciones literarias del mito coetáneas a la pintura de Velázquez, negando a la vista de ellas ese carácter desmitificador que se le atribuye: en su interpretación del mito Velázquez no insiste en la fealdad y deformidad de Vulcano, como lo hizo Juan de la Cueva en Los amores de Marte y Venus, extenso poema en el que se presenta a Apolo actuando por despecho y a Vulcano, objeto de las burlas de los dioses, como el perfecto cornudo, papel que representa igualmente en los Donaires del Parnaso de Alonso de Castillo Solórzano. Con la fábula mitológica hace Velázquez lo mismo que había hecho antes con los asuntos evangélicos de La cena de Emaús o de Cristo en casa de Marta y María: aproximarlo a lo cotidiano, entendiendo el mito como un medio de pensamiento y acción puramente humanos.

## Estudio para la cabeza de Apolo

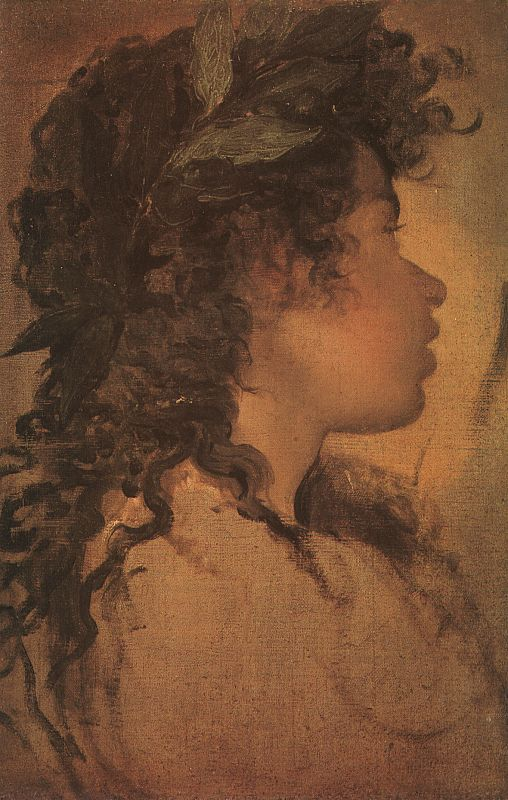
Estudio para la cabeza de Apolo, 36 x 25 cm., Nueva York, colección privada.

Un Estudio para la cabeza de Apolo conservado en colección privada de Nueva York se conoce desde 1830, año en que se encontraba en Génova en la colección Isola, siendo vendido a un comerciante inglés. La autenticidad de este estudio según López Rey habría sido corroborada por la radiografía efectuada a La fragua, en la que se han manifestado bajo la actual cabeza de Apolo rasgos aproximados a los del estudio, pero lo contrario sostiene Carmen Garrido, directora del estudio técnico efectuado en el Museo del Prado.
En el boceto los cabellos -castaños- son más largos, pero recogidos hacia atrás en las patillas, ocultando la oreja pero dejando ver un mayor trozo de la cara. El dibujo de los carrillos parece más redondeado, lo que le hace más niño. El sombreado es más leve que en el definitivo y la corona de laurel se confunde en parte con los agitados cabellos. Independientemente de los resultados de las radiografías hechas a La fragua, la autografía del estudio, debatida en el pasado, se acepta entre los especialistas modernos pacíficamente.